# Riu Bann

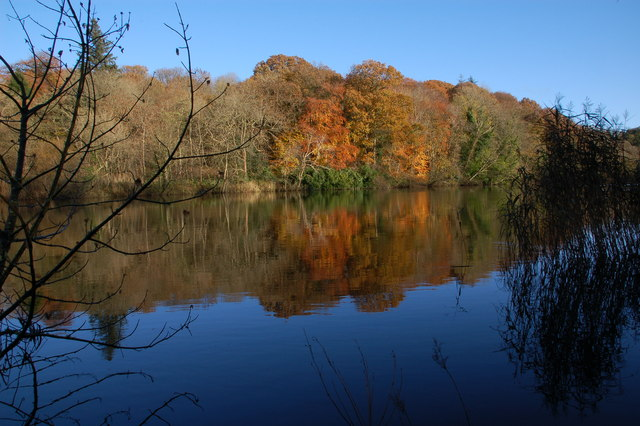
Vista del riu Bann a prop de Coleraine.

El riu Bann és el riu més llarg d'Irlanda del Nord. L'alt Bann neix a les muntanyes de Mourne i desemboca en el llac  Lough, mentre que el baix Bann discorre en direcció nord des del llac Neagh al mar, desembocant a Coleraine. La longitud total del riu és de 129 quilòmetres.